# NHL Supplemental Draft 1991
L'NHL Supplemental Draft 1991 si è tenuto nel mese di giugno del 1991. Essa fu la sesta edizione del Supplemental Draft. Quattro fra i giocatori scelti militarono nella National Hockey League.

## Scopo
Il Supplemental Draft fu utilizzato dalle franchigie della NHL per selezionare i giocatori provenienti dalle università statunitensi e canadesi altrimenti non eleggibili per l'Entry Draft. A differenza dell'Entry Draft la maggioranza dei giocatori non militò mai nella squadra dalla quale furono selezionati, tuttavia dodici di essi superarono le 100 presenze in NHL. Il Supplemental Draft fu abbandonato dopo la firma del nuovo contratto collettivo fra i giocatori e i proprietari delle squadre nel 1995.

## Scelte
| #  | Giocatore             | Nazionalità | Squadra NHL           | Squadra di provenienza            |
| -- | --------------------- | ----------- | --------------------- | --------------------------------- |
| 1  | Jeff McLean (C)       | Canada      | San Jose Sharks       | ND Fighting Hawks (WCHA)          |
| 2  | Dave Trombley (C)     | Canada      | Quebec Nordiques      | Clarkson Golden Knights (ECAC)    |
| 3  | Patrick McGarry (P)   | Canada      | Toronto Maple Leafs   | Dalhousie University (CIAU)       |
| 4  | Jim Bonner (D)        | Stati Uniti | New York Islanders    | Michigan Tech Huskies (WCHA)      |
| 5  | Brad Mullahy (P)      | Stati Uniti | Winnipeg Jets         | Providence Friars (Hockey East)   |
| 6  | Angelo Libertucci (P) | Canada      | Philadelphia Flyers   | Bowling Green Falcons (CCHA)      |
| 7  | Mark Beaufait (C)     | Stati Uniti | San Jose Sharks       | Northern Michigan Wildcats (CCHA) |
| 8  | Chris Hynnes (D)      | Canada      | Quebec Nordiques      | Colorado C. Tigers (WCHA)         |
| 9  | Joe McCarthy (AS)     | Stati Uniti | Toronto Maple Leafs   | Vermont Catamounts (Hockey East)  |
| 10 | Jack Duffy (D)        | Stati Uniti | New York Islanders    | Yale Bulldogs (ECAC)              |
| 11 | Jeff Jestadt (AS)     | Stati Uniti | Winnipeg Jets         | Ferris State Bulldogs (CCHA)      |
| 12 | Brendan Locke (AD)    | Stati Uniti | Philadelphia Flyers   | Merrimack Warriors (Hockey East)  |
| 13 | Scott Meehan (D)      | Stati Uniti | Vancouver Canucks     | UMass River Hawks (Hockey East)   |
| 14 | Dan O'Shea (AD)       | Stati Uniti | Minnesota North Stars | St. Cloud State Huskies (WCHA)    |
| 15 | Shaun Gravistin (P)   | Canada      | Hartford Whalers      | Alaska A. Seawolves (WCHA)        |
| 16 | Kelly Sorensen (AD)   | Canada      | Detroit Red Wings     | Ferris State Bulldogs (CCHA)      |
| 17 | Rob Kruhlak (P)       | Canada      | New Jersey Devils     | Northern Michigan Wildcats (CCHA) |
| 18 | Tom Holdeman (AD)     | Stati Uniti | Edmonton Oilers       | Miami RedHawks (CCHA)             |
| 19 | Jamie Steer (AD)      | Canada      | Buffalo Sabres        | Michigan Tech Huskies (WCHA)      |
| 20 | Mike Brewer (C)       | Canada      | Washington Capitals   | Brown Bears (ECAC)                |
| 21 | Steven King (AD)      | Stati Uniti | New York Rangers      | Brown Bears (ECAC)                |
| 22 | Greg Carvel (C)       | Stati Uniti | Pittsburgh Penguins   | St. Lawrence Saints (ECAC)        |
| 23 | Jeff Torrey (AD)      | Stati Uniti | Montreal Canadiens    | Clarkson Golden Knights (ECAC)    |
| 24 | Peter Allen (D)       | Canada      | Boston Bruins         | Yale Bulldogs (ECAC)              |
| 25 | Dean Larson (C)       | Canada      | Calgary Flames        | Alaska A. Seawolves (WCHA)        |
| 26 | Brendan Creagh (D)    | Stati Uniti | Los Angeles Kings     | Vermont Catamounts (Hockey East)  |
| 27 | Chris McKee (A)       | Stati Uniti | St. Louis Blues       | Babson Beavers (ECAC)             |
| 28 | Dan Gravelle (AS)     | Canada      | Chicago Blackhawks    | Merrimack Warriors (Hockey East)  |